# Ügyiratkezelés
Ügyiratkezelés alatt az irat hivatalos, szabályok szerinti kezelését értjük, az Ügyvitel részét képezi.

## Fogalmak
Az iratkezelés alapfogalmait az 1995. évi LXVI. törvényben találjuk:
"f) irattári anyag: rendeltetésszerűen a szervnél maradó, tartalmuk miatt átmeneti vagy végleges megőrzést igénylő, szervesen összetartozó iratok összessége;
g) irattár: az irattári anyag szakszerű és biztonságos őrzése, valamint kezelésének biztosítása céljából létrehozott és működtetett fizikai, illetve elektronikus tárolóhely;
h) iratkezelés: az irat készítését, nyilvántartását, rendszerezését és a selejtezhetőség szempontjából történő válogatását, segédletekkel való ellátását, szakszerű és biztonságos megőrzését, használatra bocsátását, selejtezését, illetve levéltárba adását együttesen magába foglaló tevékenység;
i) irattári terv: a köziratok rendszerezésének és a selejtezhetőség szempontjából történő válogatásának alapjául szolgáló jegyzék, amely az irattári anyagot tételekre (tárgyi csoportokra, indokolt esetben iratfajtákra) tagolva, a közfeladatot ellátó szerv feladat- és hatásköréhez, valamint szervezetéhez igazodó rendszerezésében sorolja fel, s meghatározza a kiselejtezhető irattári tételekbe tartozó iratok ügyviteli célú megőrzésének időtartamát, továbbá a nem selejtezhető iratok levéltárba adásának határidejét;
j) maradandó értékű irat: a gazdasági, társadalmi, politikai, jogi, honvédelmi, nemzetbiztonsági, tudományos, művelődési, műszaki vagy egyéb szempontból jelentős, a történelmi múlt kutatásához, megismeréséhez, megértéséhez, illetőleg a közfeladatok folyamatos ellátásához és az állampolgári jogok érvényesítéséhez nélkülözhetetlen, más forrásból nem vagy csak részlegesen megismerhető adatot tartalmazó irat;
k) levéltári anyag: az irattári anyagnak, továbbá a természetes személyek iratainak levéltárban őrzött maradandó értékű része, valamint a védetté nyilvánított maradandó értékű magánirat;
l) levéltár: a maradandó értékű iratok tartós megőrzésének, levéltári feldolgozásának és rendeltetésszerű használatának biztosítása céljából létesített intézmény;
m) közlevéltár: a nem selejtezhető köziratokkal kapcsolatos levéltári feladatokat - ideértve a tudományos és igazgatási feladatokat is - végző, közfeladatot ellátó szerv által fenntartott levéltár;
n) nyilvános magánlevéltár: a természetes személy, valamint a nem közfeladatot ellátó szerv tulajdonában vagy birtokában lévő maradandó értékű iratok tartós megőrzésére létesített olyan intézmény, amely megfelel a 30. § (2) bekezdésében foglalt követelményeknek." 1995. évi LXVI. törvény  a köziratokról, a közlevéltárakról és a magánlevéltári anyag védelméről

## Szabályzatok
Az ügyiratkezeléshez minden szervezetnek iratkezelési szabályzattal kell rendelkeznie, melynek elkészítéséhez az illetékes hatóságok (Kormány, magyar Országos Levéltár, belügyminiszter, miniszter, stb.) mintaszabályzatokat adnak ki. A nem közfeladatokat ellátó szerveknek – bár maguk alakíthatják ki iratkezelési szabályzatukat – indokolt a mintaszabályzatokhoz ragaszkodniuk, és saját szabályzatukat az illetékes levéltárral egyeztetniük kell.

## Folyamata
Az iratkezelés történhet központilag, szervezeti egységek szerint bontva, illetve ügyintézőhöz rendelve. Az iratkezelési rendszer a szervezet felépítésétől és sajátosságaitól függően lehet centralizált (központi nyilvántartás, főként kisebb szervezeteknél), vegyes (részben központi, részben szervezeti egységek nyilvántartása), és decentralizált (csak az illetékes szervezeti egység nyilvántartása).
Az iratkezelés folyamatai:
- küldemények átvétele
- küldemények felbontása
- küldemények iktatása
- iratok továbbítása
- kimenő posta előkészítése
- postakönyvbe rendezés
- iratok tárolása
- iratok selejtezése
- iratok átadása a levéltárnak[1]